# 鲁米亚娜·内伊科娃
鲁米亚娜·内伊科娃（1973年4月6日—），保加利亚女子赛艇运动员。她曾代表保加利亚参加1992年、1996年、2000年、2004年和2008年夏季奥林匹克运动会赛艇比赛，获得一枚金牌、一枚银牌和一枚铜牌。